# Sulfolen
Sulfolen (také nazývaný butadiensulfon nebo 3-sulfolen) je cyklická organická sloučenina patřící mezi sulfony. Jde o bílou krystalickou pevnou látku rozpustnou ve vodě a mnoha organických rozpouštědlech.
Používá se jako zdroj butadienu.

## Příprava
Sulfolen se připravuje vratnou cheletropní reakcí buta-1,3-dienu s oxidem siřičitým. Sloučeniny se smíchají při teplotě okolo −20 °C za přebytku oxidu siřičitého a přídavku malého množství inhibitoru fenolové polymerizace (například hydrochinonu nebo pyrogallolu) a poté nechá stát několik dnů za pokojové teploty nebo se zahřívá na přibližně 130 °C po 30 minut.

## Reakce

### Acidobazické vlastnosti
Sulfolen nereaguje s kyselinami; lze jej rekrystalizovat z koncentrované HNO3.
Protony v polohách 2- a 5- mohou být v zásaditém prostředí rychle nahrazeny reakcí s těžkou vodou.
Reakci katalyzuje kyanid sodný.

### Izomerizace na 2-sulfolen
V zásaditém prostředí nebo za přítomnosti kyanidových iontů se 3-sulfolen částečně izomerizuje na směs 2-sulfolenu a 3-sulfolenu. Poměr množství obou izomerů závisí na poměru množství kyanidu a sulfolenu.
Při 50 °C rovnovážná směs obsahuje 42 % 3-sulfolenu a 58 % 2-sulfolenu.
Termodynamicky stabilnější 2-sulfolen (s teplotou tání 48 až 49 °C) lze izolovat ze směsi izomerů několikadenním udržováním na teplotě 100 °C, protože 3-sulfolen se rozkládá již nad 80 °C.

### Hydrogenace
Katalytickou hydrogenací sulfolenu vzniká sulfolan, používaný jako rozpouštědlo v petrochemickém průmyslu při extrakci aromatických sloučenin ze směsí uhlovodíků. Hydrogenace 3-sulfolenu za katalýzy Raneyovým niklem při přibližně 2 MPa a 60 °C mívá výtěžnost nanejvýš 65 %, protože dochází ke snížení účinnosti katalyzátoru působením sloučenin síry.

### Halogenace
3-sulfolen ve vodných roztocích reaguje s bromem za vzniku 3,4-dibromtetrahydrothiofen-1,1-dioxidu, který může být dehydrobromován uhličitanem stříbrným na thiofen-1,1-dioxid. Thiofen-1,1-dioxid lze rovněž připravit z 3,4-bis(dimethylamino)tetrahydrothiofen-1,1-dioxidu dvojitou kvaternizací jodmethanem a Hofmannovou eliminací hydroxidem stříbrným.
Dalším možným postupem je syntéza dehydrobromací 3,4-dibromtetrohydrothiofen-1,1-dioxidu práškovým hydroxidem sodným v tetrahydrofuranu (THF) nebo ultrazvukově rozptýleným draslíkem.

### Dielsovy–Alderovy reakce
3-sulfolen se nejvíce používá k získávání butadienu. In situ příprava a okamžité využití buta-1,3-dienu omezuje kontakt s touto látkou, která je za laboratorní teploty plynná. Nevýhodou je, že vytvořený oxid siřičitý může u substrátů citlivých na kyseliny způsobovat vedlejší reakce.
Dielsovy–Alderovy reakce buta-1,3-dienu s málo reaktivními dienofily obvykle vyžadují delší zahřívání nad 100 °C a mohou tak být nebezpečné. Při použití čistého butadienu je potřeba zvláštní vybavení pro práci za vyšších tlaků, použití sulfolenu odstraňuje potřebu stlačeného butadienu, protože vytvořený dien se ihned zapojuje do cykloadice a rovnováha této reakce působí jako bezpečnostní pojistka.
3-sulfolen reaguje s maleinanhydridem ve vroucím xylenu za tvorby anhydridu kyseliny cis-4-cyklohexen-1,2-dikarboxylové s výtěžností až 90 %.
3-sulfolen se rovněž účastní reakcí s dienofily v konfiguraci trans (například diethylfumarátem) při 110 °C za odštěpení SO2 a vzniku diethylesterů kyseliny trans-cyklohex-4-en-1,2-dikarboxylové.
6,7-dibrom-1,4-epoxy-1,4-dihydronaftalen (připravovaný debromací 1,2,4,5-tetrabrombenzenu ekvivalentem n-butyllithia a Dielsovou–Alderovou reakcí ve furanu) reaguje s 3-sulfolenem ve vroucím xylenu, přičemž se tvoří tricyklický adukt. Z této látky také, za použití kyseliny chloristé, vzniká dibromdihydroantracen, který je možné následně dehydrogenovat 2,3-dichlor-5,6-dikyano-1,4-benzochinonem na 2,3-dibromantracen.
Buta-1,3-dien (vytvořený retrocheletropní reakcí z 3-sulfolenu) reaguje s benzynem (získaným tepelným rozkladem benzendiazonium-2-karboxylátu) v Dielsově–Alderově reakci za vzniku 1,4-dihydronaftalenu.

### 2- a 3-sulfoleny jako dienofily
Za přítomnosti velmi reaktivních dienů (například 1,3-difenylisobenzofuranu) se 2- a 3-sulfoleny chovají jako dienofily a vytvářejí příslušné Dielsovy–Alderovy adukty.
V roce 1938 Kurt Alder popsal produkty reakce 2-sulfolenu s buta-1,3-dienem a s cyklopentadienem.

### Ostatní cykloadice
Zásaditě katalyzovanou reakcí 3-sulfolenu s oxidem uhličitým za tlaku 300 kPa vzniká kyselina 3-sulfolen-3-karboxylová s 45% výtěžností.
S diazomethanem vytváří 3-sulfolen 1,3-dipolární cyklický produkt:

### Polymerizace
V roce 1935 zjistil Hermann Staudinger, že reakcí butadienu a SO2 za pokojové teploty vzniká kromě 3-sulfolenu i druhý produkt; jde o amorfní polymer. Radikálovou polymerizací 3-sulfolenu ve směsi diethyletheru a peroxidu vzniká až z 50 % nerozpustný polysulfolen. Tento polymer je odolný vůči rozkladu kyselinou sírovou a dusičnou.
Při následném zkoumání byla iniciována polymerizace 3-sulfolenu při teplotách nad 100 °C za přítomnosti radikálového iniciátoru azobis(isobutyronitrilu) (AIBN).
3-sulfolen nevstupuje do kopolymerizačních reakcí s vinylovými sloučeninami. 2-sulfolen naopak nevytváří homopolymer, ovšem může tvořit kopolymery s vinylovými sloučeninami, jako jsou akrylonitril a vinylacetát.

### 3-sulfolen jako recyklovatelné rozpouštědlo
Vratnost přeměny 3-sulfolenu na buta-1,3-dien a oxid siřičitý umožňuje použití sulfolenu jako recyklovatelného aprotického dipolárního rozpouštědla nahrazujícího dimethylsulfoxid (DMSO), jehož separace a opětovné použití jsou obtížné.
Jako model byla zkoumána reakce benzylazidu s nitrilem kyseliny 4-toluensulfonové za vzniku 1-benzyl-5-(4-toluensulfonyl)tetrazolu. Přípravu tetrazolu lze provést i bez izolace benzylazidu, a to s 72% celkovou výtěžností.
Po skončení reakce se 3-sulfolen rozloží za teploty 135 °C a butadien (teplota varu −4,4 °C) a oxid siřičitý (teplota varu −10,1 °C) se uskladní v chladicí nádobě při −76 °C s přebytkem oxidu siřičitého. Po přidání hydrochinonu jako inhibitoru lze získat zpět 3-sulfolen zahřátím na povrchovou teplotu. Je ovšem sporné, zda 3-sulfolen využitelný pouze při teplotách mezi 65 a 100 °C může být i v průmyslu použit jako náhrada DMSO (který se snadno skladuje a není příliš nákladný).

## Použití
Kromě výše popsaného syntetického využití se sulfolen také používá jako přídatná látka při elektrochemických fluoracích. Výtěžnost perfluoroktansulfonylfluoridu může zvýšit na přibližně 70 %.
Sulfolen je dobře rozpustný v kyselině fluorovodíkové a zvyšuje vodivost elektrolytů. Při tomto použití u něj dochází k otevírání kruhu a fluoraci za vzniku sulfonylfluoridu perfluorbutanu.